# Chloeia australis
Chloeia australis är en ringmaskart som beskrevs av Kudenov 1993. Chloeia australis ingår i släktet Chloeia och familjen Amphinomidae.
Artens utbredningsområde är havet kring Nya Zeeland. Inga underarter finns listade i Catalogue of Life.